# 川副克弥
川副 克弥（かわぞえ かつや、1986年6月11日 - ）は、日本の作曲家、編曲家。滋賀県出身。SCOOP MUSIC所属。

## 来歴
高校卒業後は大阪で本格的に作曲や編曲を学び、卒業後、作曲家としての活動を開始する。

## 楽曲提供

### アーティスト
- 喜多修平
  - Rain of mind（作曲）[2]
- テゴマス
  - 終わらないで（作曲）[3]
- 中原麻衣
  - Sweet Madrigal（作曲）[4]
  - Halation City（作曲）[4]
- 柴田あゆみ
  - smile（作曲）
- ChouCho
  - 青空の鼓動（作曲）[5]
- Happiness
  - Have A Good Time（共作曲）
- 超特急
  - Shake body（作詞・作曲・編曲）
  - Signal（作詞・作曲・編曲）
- DISH//
  - TENKOUSEI（作曲・編曲）
- チームしゃちほこ
  - マジ感謝（作詞・作曲・共編曲）
- かと*ふく
  - Ready For SUNNY MODE（作曲）
- 川上大輔
  - 雨に煙る街（作曲）
- Lead
  - 君と歩く未来（作曲）
- さくらしめじ
  - せきがえのかみさま（作詞・作曲・編曲）
- SUPER★DRAGON
  - KITTO→ZETTAI（作詞・作曲・編曲）

### ゲーム・アニメ
- ネオ アンジェリーク
  - premier amour / エレンフリート（入野自由）（作曲、アルバム『ネオアンジェリークSpecial〜gold note〜』に収録）
- TIGER & BUNNY
  - タナトスの声を聞け / ルナティック（遊佐浩二）（作曲、アルバム『BEST OF HERO』に収録）
- めだかボックス
  - Value for happpppy☆ / 喜界島もがな（茅野愛衣）（作曲・編曲、BD『めだかボックス 第3巻』初回生産特典CDに収録）
- 青の祓魔師
  - dedicate / 奥村雪男（福山潤）（作詞・作曲・編曲、シングル「青の祓魔師 Character Song」に収録）
- GO!GO!575
  - コトバ・デ・ダンシング / 小野小梅（芹澤優）（共作曲）
- SERVAMP-サーヴァンプ-
  - Who is Coming, uninvited / 椿（鈴木達央）・ベルキア（松岡禎丞）（作曲、シングル「キャラクターCD Vol.5 椿&ベルキア」に収録）
- 夢色キャスト
  - NO ANSWER / 黒木崚介（古川慎）（作曲、アルバム『GENESIS Vocal Collection ～Storm of Vengeance～』に収録）